# Madolenihmw
Madolenihmw  es un municipio de Estados Federados de Micronesia, en el estado de Ponapé. Posee una bahía en la que se encuentra la isla Temwen, conocida por encontrarse en ella las ruinas de la antigua ciudad de Nan Madol.

## Educación
El Departamento de Educación de Ponapé (en inglés: Pohnpei State Department of Education) es el encargado de las diferentes escuelas públicas del municipio, entre las que se encuentran:
- Madolenihmw High School
- ESDM Elementary School[2]
- Lukop Elementary School[2]
- Mand Elementary School[2]
- Pohnlangas Elementary School[2]
- Sapwalap Elementary School[2]
- Temwen Elementary School[2]
- Wapar Elementary School[2]